# Ngiratkel Etpison
Ngiratkel Etpison (ur. 3 maja 1925, zm. 1 sierpnia 1997) – palauski polityk, prezydent kraju od 1 stycznia 1989 roku do 1 stycznia 1993 roku. Przed objęciem stanowiska prezydenta był biznesmenem. 1 sierpnia 1997 popełnił samobójstwo.